# Paradise Heights
Paradise Heights és una concentració de població designada pel cens dels Estats Units a l'estat de Florida. Segons el cens del 2000 tenia 1.310 habitants.

## Demografia
Segons el cens del 2000, Paradise Heights tenia 1.310 habitants, 457 habitatges, i 301 famílies. La densitat de població era de 1.076,2 habitants/km².
Dels 457 habitatges en un 34,6% hi vivien nens de menys de 18 anys, en un 43,5% hi vivien parelles casades, en un 15,1% dones solteres, i en un 34,1% no eren unitats familiars. En el 25,2% dels habitatges hi vivien persones soles el 7,7% de les quals corresponia a persones de 65 anys o més que vivien soles. El nombre mitjà de persones vivint en cada habitatge era de 2,85 i el nombre mitjà de persones que vivien en cada família era de 3,35.
Per edats la població es repartia de la següent manera: un 28,9% tenia menys de 18 anys, un 11% entre 18 i 24, un 34% entre 25 i 44, un 18,5% de 45 a 60 i un 7,6% 65 anys o més.
L'edat mediana era de 32 anys. Per cada 100 dones de 18 o més anys hi havia 113,3 homes.
La renda mediana per habitatge era de 30.038 $ i la renda mediana per família de 34.438 $. Els homes tenien una renda mediana de 22.109 $ mentre que les dones 17.200 $. La renda per capita de la població era de 13.115 $. Entorn del 9,1% de les famílies i el 14,9% de la població estaven per davall del llindar de pobresa.

## Poblacions més properes
El següent diagrama mostra les poblacions més properes.